# Terra dei laghi del Meclemburgo

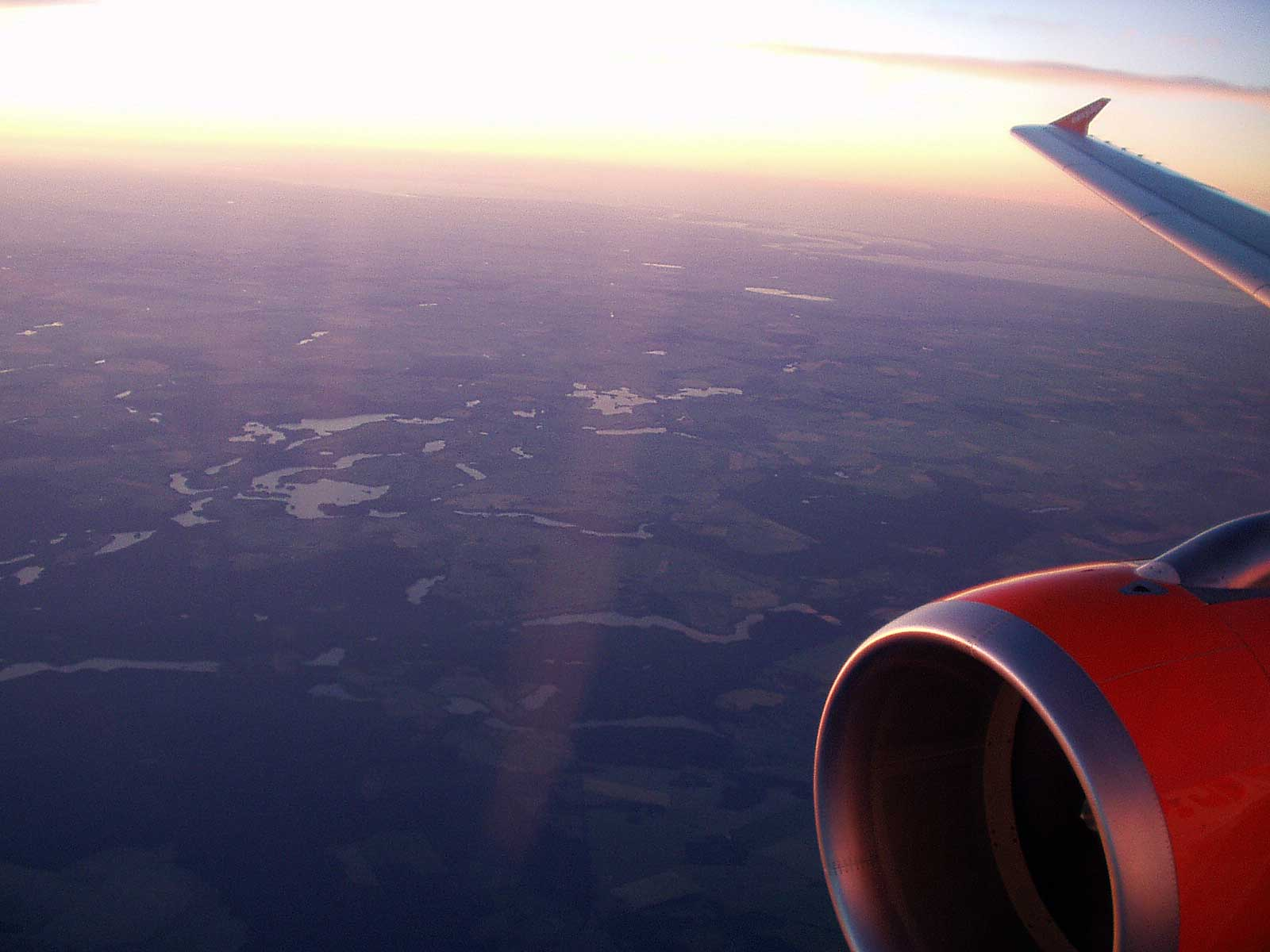
La Terra dei laghi del Meclemburgo in un'immagine aerea

La Terra dei laghi del Meclemburgo (in tedesco: Mecklenburgische Seenplatte) è una regione con alta densità di laghi nella Germania nord-orientale a sud del Mar Baltico, nella regione del Meclemburgo-Pomerania Anteriore.
Come le più orientali ma affini Terra dei laghi della Pomerania e Terra dei laghi della Masuria, la regione si è formata durante l'era glaciale: le acque dei laghi riempiono le depressioni del terreno lasciate dal ritiro dei ghiacci dopo l'ultima glaciazione, 12.000 anni fa.
Nella zona dei laghi del Meclemburgo si trovano numerosi parchi naturali e famosi laghi, con flora e fauna uniche, quali il Müritz, il Lago di Plau, il Fleesensee, lo Schmaler Luzin, il lago di Malkow  ed il Kölpinsee.

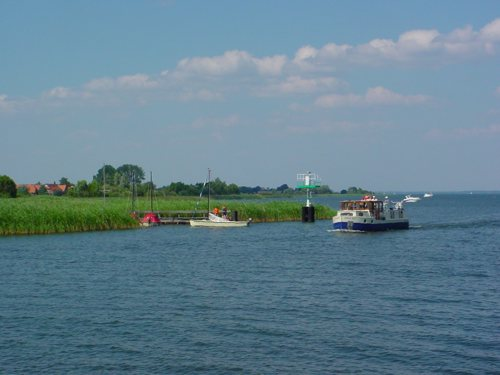
Il Müritz, uno dei laghi della regione.